# Альсхайм
Альсхайм (нем. Alsheim) — община в Германии, в земле Рейнланд-Пфальц. 
Входит в состав района Альцай-Вормс. Подчиняется управлению Айх.  Население составляет 2605 человек (на 31 декабря 2010 года). Занимает площадь 15,54 км².